# Pronesopupa acanthinula
Pronesopupa acanthinula é uma espécie de gastrópode da família Pupillidae.
É endémica dos Estados Unidos da América. 